# Isle of Wight Steam Railway
| Stellwerk in Wootton |                      |                               |                               |
| Streckenlänge: | 8,9 km               |                               |                               |
| Spurweite: | 1435 mm (Normalspur) |                               |                               |
| |                      |                               |                               |
| \| \| \| von Ryde Pier Head \| \| \| \| 0,0 \| Smallbrook Junction, ⊙ \| Smallbrook Junction, ⊙ \| \| \| \| nach Shanklin \| \| \| \| \| Ashey \| \| \| \| \| Havenstreet mit Betriebswerk \| \| \| \| 8,9 \| Wootton, ⊙ \| Wootton, ⊙ \| \| \| \| weiter nach Newport und Cowes \| \| |                      |                               |                               |
| Strecke |                      | von Ryde Pier Head            | von Ryde Pier Head            |
| Bahnhof | 0,0                  | Smallbrook Junction, ⊙        | Smallbrook Junction, ⊙        |
| Abzweig geradeaus und nach links |                      | nach Shanklin                 | nach Shanklin                 |
| Haltepunkt / Haltestelle |                      | Ashey                         | Ashey                         |
| Bahnhof |                      | Havenstreet mit Betriebswerk  | Havenstreet mit Betriebswerk  |
| Kopfbahnhof Strecke ab hier außer Betrieb | 8,9                  | Wootton, ⊙                    | Wootton, ⊙                    |
| Strecke (außer Betrieb) |                      | weiter nach Newport und Cowes | weiter nach Newport und Cowes |

Die Isle of Wight Steam Railway ist eine 1971 eröffnete Museumsbahn auf der Isle of Wight. Die Strecke verläuft von der Station Smallbrook Junction nach Wootton. In der kleinen Gemeinde Havenstreet befindet sich neben einem Haltepunkt auch der Hauptsitz und das Depot der Museumsbahn. An der Station Smallbrook Junction besteht Übergang zur Island Line.

## Betrieb
Die Museumsbahn gehört der Isle of Wight Railway Co. Ltd. und wird auch von dieser betrieben. Der Fahrbetrieb wird größtenteils von Freiwilligen durchgeführt und findet an den meisten Tagen von Juni bis September und an anderen ausgewählten Tagen im April, Mai, Oktober und in den Ferien statt.

## Rollmaterial
Zur Isle of Wight Steam Railway gehören zwölf Dampflokomotiven sowie drei Diesellokomotiven. Für den Personentransport werden zahlreiche, restaurierte Wagen eingesetzt, von denen die ältesten 1864 und die neuesten 1924 gebaut wurden. Zudem sind etwa 45 Güterwaggons im Besitz der Museumsbahn.

## Bilder

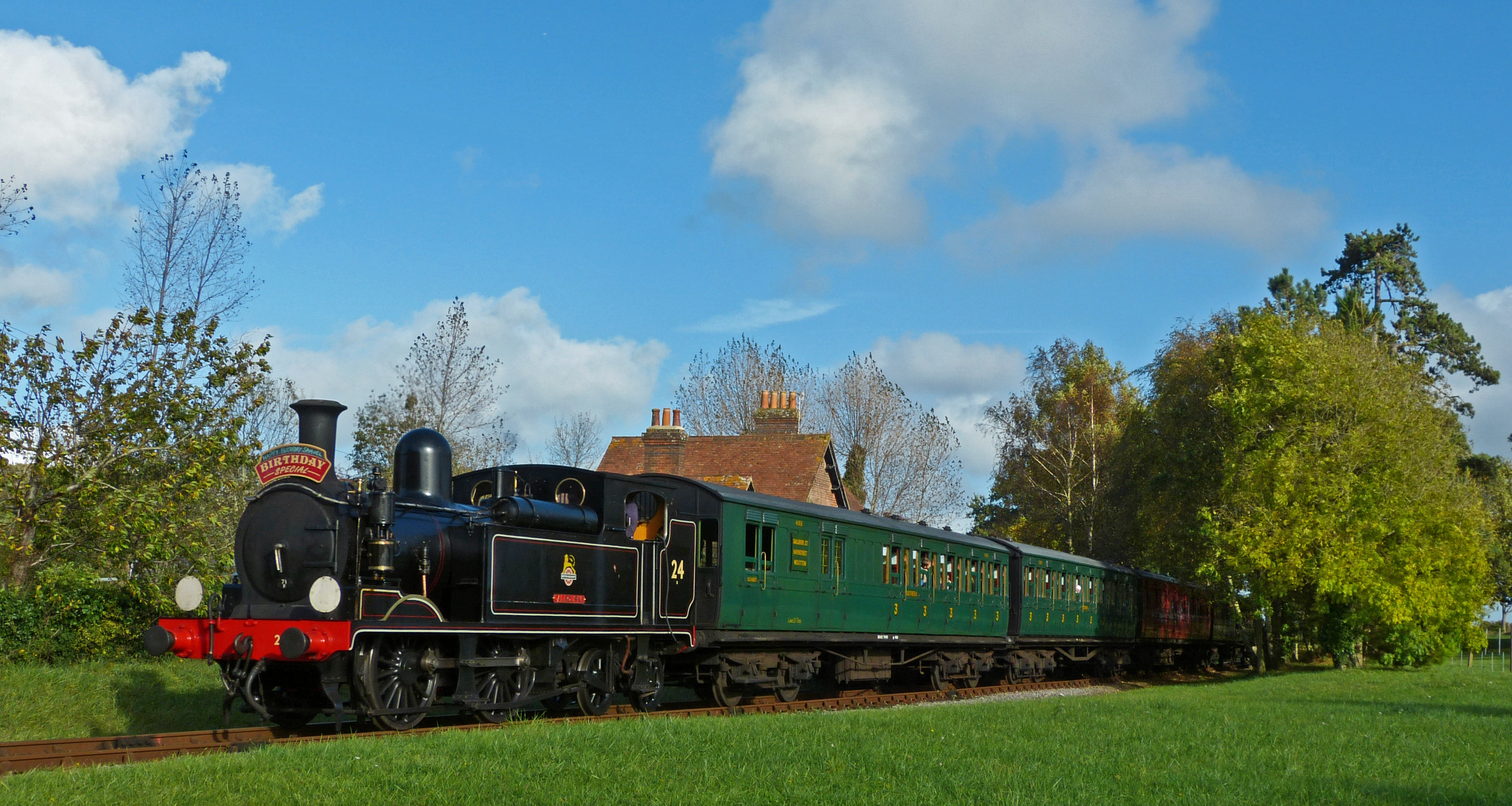
Dampfzug bei Ashey
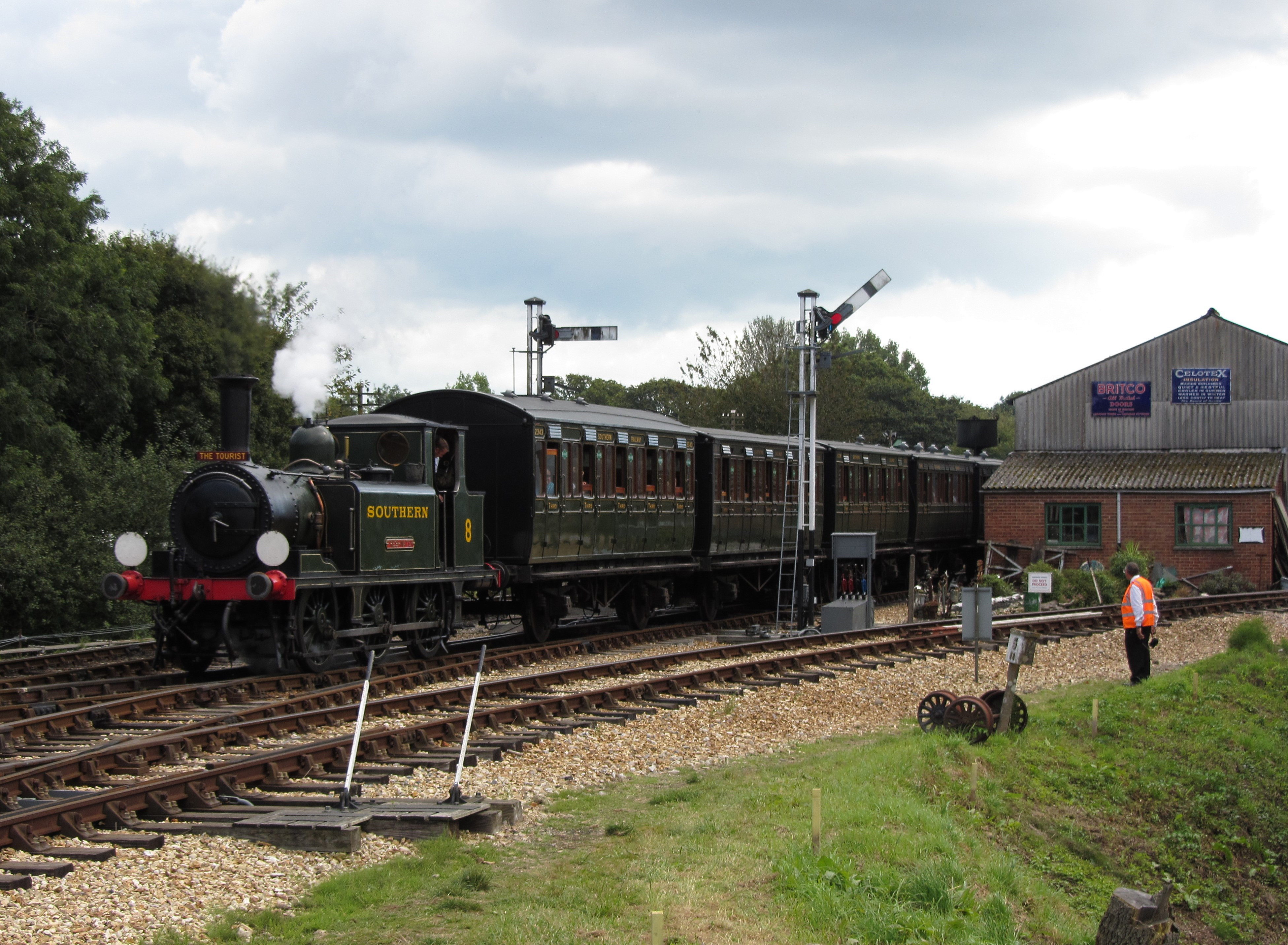
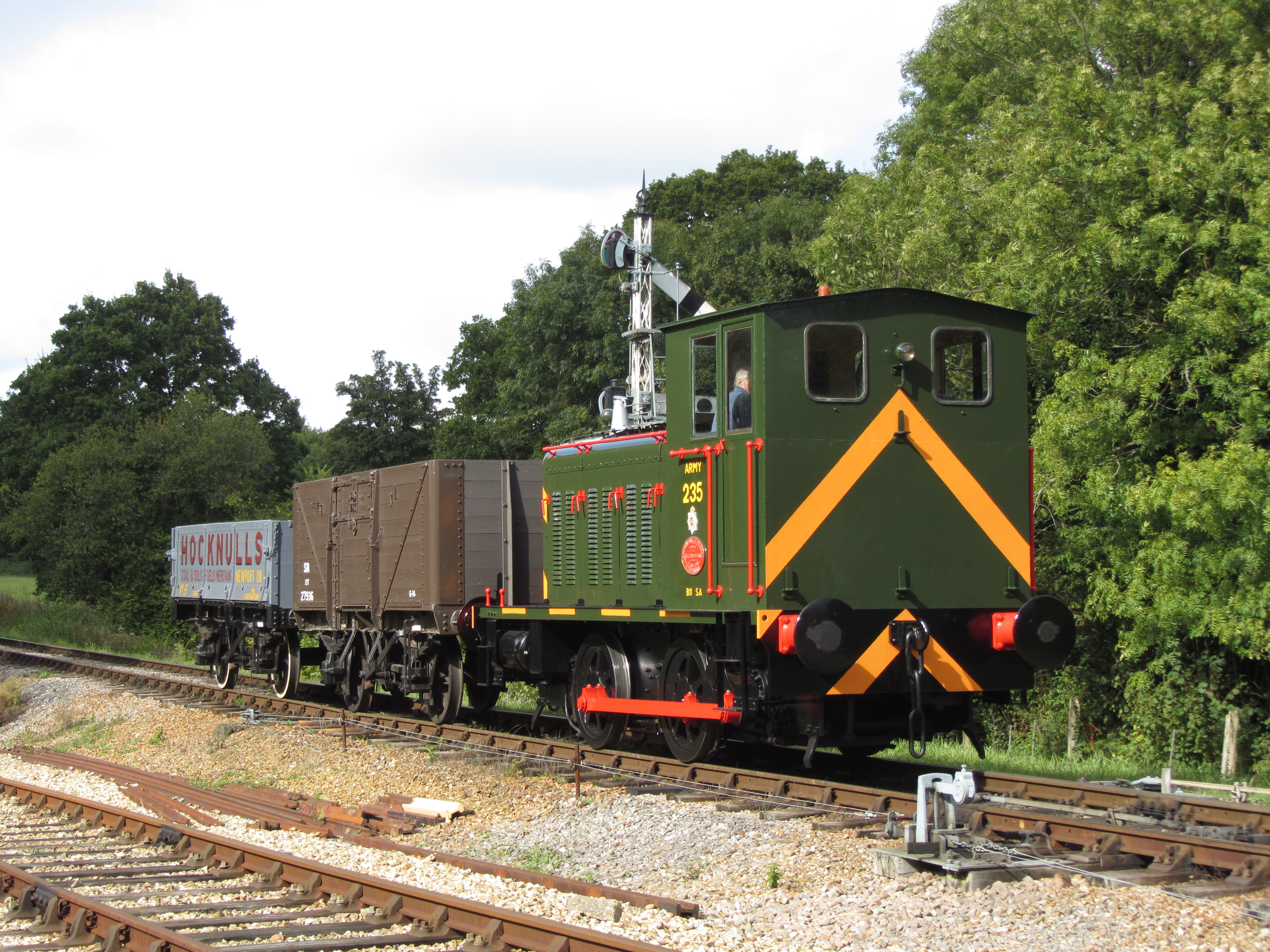
Güterzug mit Diesellok